# Joanna Southcott
Joanna Southcott ou Southcote est une prophétesse religieuse britannique du Devon née en avril 1750 et morte le 26 décembre 1814.
Un mouvement « southcottien » se poursuit sous diverses formes après sa mort.

## Biographie
Joanna Southcott naît dans le hameau de Taleford, dans le Devonshire. Elle est baptisée à Ottery St Mary et grandit dans le village de Gittisham. Son père, William Southcott (mort en 1802), dirige une petite ferme. Après la mort de sa mère, Hannah, elle commence à travailler, d'abord comme vendeuse à Honiton, puis, pendant une longue période, comme domestique à Exeter. Elle est finalement renvoyée parce qu'un valet dont elle rejette les attentions prétend qu'elle « devient folle ».
Elle est d'abord membre de l'Église d'Angleterre, puis rejoint les Wesleyens à Exeter vers 1792. Elle est persuadée d'avoir des dons surnaturels et écrit et dicte des prophéties en rimes. Elle se présente comme la Femme de l'Apocalypse, dont il est question dans un passage prophétique de l'Apocalypse (12:1-6).
Elle commence à se faire connaître et à avoir des adeptes en janvier 1801, lorsque parait son premier écrit, Strange Effects of Faith.
Southcott se rend à Londres à la demande du graveur William Sharp et commence à vendre des « sceaux du Seigneur » en papier à des prix variant de douze shillings à une guinée,. Ces sceaux étaient censés assurer à leur détenteur une place parmi les 144 000 personnes ostensiblement élues à la vie éternelle.
À l'âge de 64 ans, Southcott prétend être enceinte du nouveau Messie, le Shiloh (en) de la Genèse (49:10). Le 19 octobre 1814, la date prévue pour l'accouchement, Shiloh n’apparaît pas et Southcott est décrite en état modifié de conscience. Southcott souffre d'une maladie qui lui donnait l'apparence d'être enceinte, ce qui a alimenté ses adeptes, qui sont environ 100 000 en 1814, principalement dans la région de Londres.
Southcott meurt peu de temps après. La date officielle de son décès est le 27 décembre 1814, mais il est probable qu'elle soit morte la veille, car ses adeptes conservent son corps pendant un certain temps, persuadés qu'elle ressusciterait d'entre les morts. Ils acceptent son enterrement que lorsque le corps a commencé à se décomposer. Elle est enterrée à la chapelle d'aisance de St John's Wood en janvier 1815.